# Patrick Lepetit
Patrick Lepetit (* 21. Mai 1966) ist ein ehemaliger französischer Handballspieler.

## Karriere

### Verein
Patrick Lepetit stand ab 1984 im Kader des französischen Erstligisten US Ivry HB, mit dem er 1986 das Finale im französischen Pokal erreichte. Nach drei Jahren wechselte der mittlere Rückraumspieler zum aufstrebenden Vénissieux HB, mit dem er 1991 Meister sowie 1991 und 1992 Pokalsieger wurde. In der Saison 1993/94 lief er für USM Gagny auf. Anschließend spielte er vier Jahre für US Créteil HB, mit dem er 1997 erneut den Pokal gewann.

### Nationalmannschaft
In der französischen A-Nationalmannschaft debütierte Lepetit im Jahr 1992. Bei der Weltmeisterschaft 1993 und bei den Mittelmeerspielen 1993 gewann er mit Frankreich die Silbermedaille, bei den Goodwill Games 1994 die Goldmedaille. Insgesamt bestritt er 46 Länderspiele.